# Ерунаково (посёлок станции)
Ерунаково — посёлок станции в Новокузнецком районе Кемеровской области. Входит в состав Красулинского сельского поселения.

## География
Центральная часть населённого пункта расположена на высоте 192 метров над уровнем моря.

## Население
По данным Всероссийской переписи населения 2010 года, в посёлке при станции Ерунаково проживает 572 человека (255 мужчин, 317 женщин).

## Организации
В посёлке станции Ерунаково находится детский сад.